# Sehala Thaoura
Sehala Thaoura (em árabe: سحالة ثاورة) é uma comuna localizada na província de Sidi Bel Abbès, Argélia. De acordo com o censo de 2008, a população total da cidade era de 2 338 habitantes.